# Ота Заремба
Ота Заремба (на чешки: Ota Zaremba; роден на 22 април 1957 г. в Хавиржов) е чешки щангист.
Носител е на златен медал от Олимпийски игри (1980). Спортист на годината през 1980 г. в Чехословакия.